# Саможондкі
Саможондкі (пол. Samorządki) — село в Польщі, у гміні Ґужно Ґарволінського повіту Мазовецького воєводства.
Населення — 279 осіб (2011).
У 1975-1998 роках село належало до Седлецького воєводства.

## Демографія
Демографічна структура станом на 31 березня 2011 року:
|          | Загалом | Допрацездатний вік | Працездатний вік | Постпрацездатний вік |
| -------- | ------- | ------------------ | ---------------- | -------------------- |
| Чоловіки | 154     | 37                 | 107              | 10                   |
| Жінки    | 125     | 29                 | 78               | 18                   |
| Разом    | 279     | 66                 | 185              | 28                   |